# Beckenzwinge
Eine Beckenzwinge (engl. "pelvic C-clamp") ist ein chirurgisches Notfallinstrument.

## Indikation
Die Beckenzwinge kommt bei schweren instabilen Beckenfrakturen zum Einsatz, um eine erste Stabilisierung des Beckens und damit eine Blutungskontrolle zu erreichen, wenn man davon ausgehen kann, dass der Patient durch die Fraktur in den Zustand eines hämorrhagischen Schocks geraten ist oder zu geraten droht. Die Beckenzwinge kommt daher schon sehr früh im Krankenhaus, häufig im Rahmen der Schockraumbehandlung, zum Einsatz.
Eine schwere Beckenfraktur ist mit einer hohen Sterblichkeit durch  Verbluten verbunden, da in dem Bereich sehr viele Venen und Arterien, die durch die Fraktur zerreißen können, verlaufen.

## Technik
Im Grundsatz handelt es sich bei der Beckenzwinge um einen vormontierten Fixateur externe („äußeren Spanner“). Sie wird an jeweils zwei über kleine Hautschnitte in die beiden Beckenschaufeln eingebrachte Stahlstifte („Schanz'sche Schrauben“) befestigt und dann, ähnlich der Schraubzwinge der Handwerker, eingestellt. Dadurch können die Fragmente der Fraktur grob anatomisch ausgerichtet und im Idealfall auch Druck auf den Frakturspalt ausgeübt werden. Hierdurch wird zum einen die Blutung aus dem Knochen selbst reduziert, zum anderen dem Auftreten neuer Blutungen, die bei Manipulationen am Patienten wie Umlagern etc. durch Einreißen weiterer Blutgefäße auftreten würden, vorgebeugt. Das immer vorliegende retroperitoneale Hämatom hat durch die Ruhigstellung die Chance zur sogenannten „Selbsttamponade“ (der Druck, den das Hämatom auf zerrissene Blutgefäße ausübt, verringert die Blutung).
Es handelt sich nicht um eine langfristige Versorgung, sondern ist unmittelbar lebensrettend. Nach der ersten Stabilisierung wird die Beckenzwinge durch eine operative Osteosynthese ersetzt.

## Komplikationen
Die Beckenzwinge benötigt die Beckenschaufeln als Angriffspunkt und das Kreuzbein, gegen das die Beckenschaufeln gedrückt werden. Bei Trümmerfrakturen des Kreuzbeins fehlt dieses als Widerlager, in diesem Fall kann der Einsatz der Beckenzwinge weitere Weichteilverletzungen hervorrufen. Bei Zerstörung der Beckenschaufeln ist eine Anwendung der Beckenzwinge wegen fehlender Ansatzpunkte unmöglich.

## Alternativen
Eine Beckenzwinge ist üblicherweise nur in Schwerpunktkrankenhäusern verfügbar, im Rettungsdienst wird sie nicht eingesetzt. Als Alternative kann das Becken auch von außen mit einem fest verdrillten Tuch komprimiert werden.

## Rettungsdienst
Zunehmend setzen sich im Rettungsdienst industriell gefertigte Komprimierungssysteme (Beckenschlinge) für Beckenfrakturen durch. Beim Anlegen ist das PPP-Schema zu beachten.